# 麻布十番
麻布十番（日语：／ Azabu-jūban */?）是日本東京都港區町名，劃分麻布十番一丁目至麻布十番四丁目。2013年（平成25年）7月1日的人口有6,012人。郵遞區號是106-0045。

## 概要
町域大部分為古川的連續低地、在充滿高級住宅地的麻布中有著特殊的下町風情。町域內沒有大規模的大廈與商業設施，主要是混合大樓、商店和平民住宅區混雜。
「麻布十番」的町名在1962年（昭和37年）成立，由麻布新綱町、麻布綱代町、麻布坂下町、麻布永坂町、麻布日窪町、麻布宮下町、麻布宮村町、麻布一本松町、麻布山元町、麻布新廣尾町等各一部分地區合併而成。「十番」是來自十番組屋敷、十番橋等江戶時代當地的名稱。
一之橋到仙台坂間形成主要的商店街，過去商店街西端是1949年（昭和24年）開業的麻布十番溫泉。麻布十番附近沒有火車站，最近的車站是距離一公里以上的六本木站，之間的地勢高低差異讓本地有「陸上孤島」之稱。雖然鐵路十分不便，但利於巴士運行的寬廣路面讓許多巴士路線在此設站。另外，1984年（昭和59年）12月鳥居坂下的舞廳「マハラジャ」開業，計程車與汽車來來往往使得這裡在泡沫經濟時期人氣逆勢上升。
2000年（平成12年）麻布十番站開業，南北線與大江戶線陸續開通，接著2003年（平成15年）相鄰的六本木6丁目複合設施 『六本木新城』開業，麻布十番周圍環境完全改變。

## 歷史

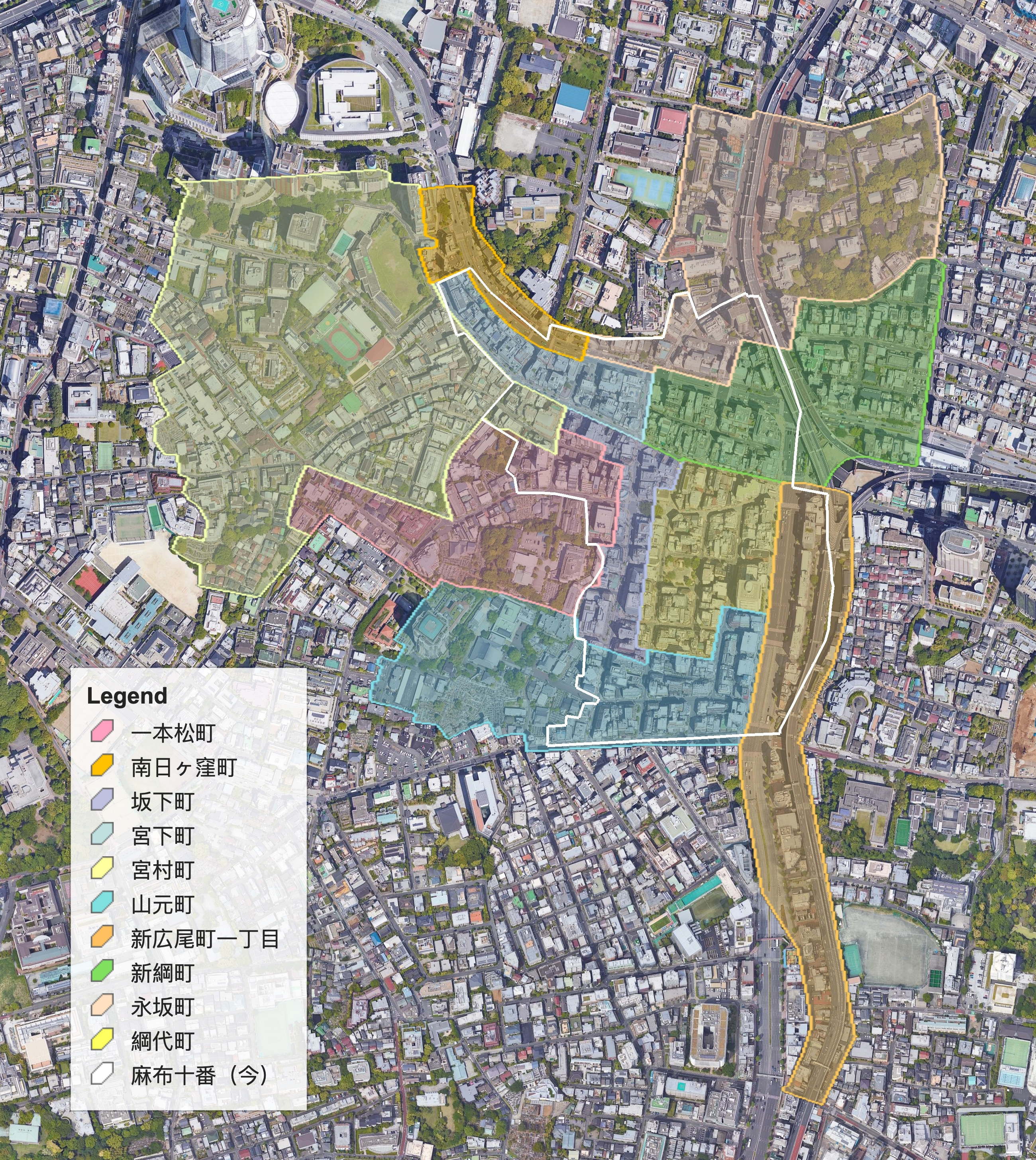
传统十町在明治时期之辖域和当代麻布十番的关系

古時，麻布村屬低濕地帶。江戶時代，仙台藩的江戶屋敷（現韓國大使館）在二之橋擁有廣大的土地，但因一直無法解決低地濕氣，藩邸僅設於高台側。幕府後來將低薪工人安置在低地，但一直無法解決環境問題造成人民怨聲載道。但隨著河川整治與拓墾，到了明治時代，已發展成與神樂坂相當的繁華街道。
1962年（昭和37年），麻布地區進行町名整編，麻布網代町、麻布坂下町全區與麻布宮下町、麻布新網町、麻布南日窪町、麻布宮村町、麻布一本松町、麻布山元町、麻布新廣尾町部分地區合併成立「麻布十番一丁目至三丁目」
1978年（昭和53年），本地實施住居表示。東京都道415號高輪麻布線以東的狹小區域成立四丁目。剩餘的麻布宮下町劃為麻布十番一丁目5番，麻布南日窪町劃為六本木六丁目17番。

### 地名由來
地名的由來眾說紛紜，如河川整治的工程編號、工區編號、土置場編號等。

### 沿革

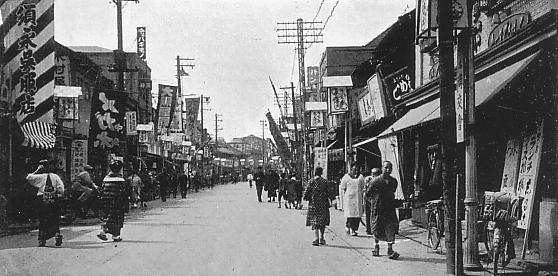
1933年（昭和8年）的街景

- 1878年（明治11年）11月2日 - 大區小區制廢止，郡區町村編制法施行，劃入東京府麻布區。
- 1889年（明治22年）5月1日 - 市制施行，屬東京府東京市麻布區。
- 1943年（昭和18年）7月1日 - 東京都制施行，屬東京都麻布區。
- 1947年（昭和22年）3月15日 - 屬東京都港區。
- 1962年（昭和37年） - 地番整理，麻布十番一丁目至三丁目成立。
- 1978年（昭和53年）9月1日 - 實施住居表示，麻布十番一丁目至四丁目成立[4]。

### 町名變遷
| 實施後         | 實施年月日                | 實施前（無特別註記表部分區域）             |
| -------------- | ------------------------- | ------------------------------------------ |
| 麻布十番一丁目 | 1978年（昭和53年） 9月1日 | 麻布宮下町（全域）、麻布十番一丁目（全域） |
| 麻布十番二丁目 | 1978年（昭和53年） 9月1日 | 麻布十番二丁目                             |
| 麻布十番三丁目 | 1978年（昭和53年） 9月1日 | 麻布十番三丁目                             |
| 麻布十番四丁目 | 1978年（昭和53年） 9月1日 | 麻布十番二丁目、麻布十番三丁目             |

## 設施、景點

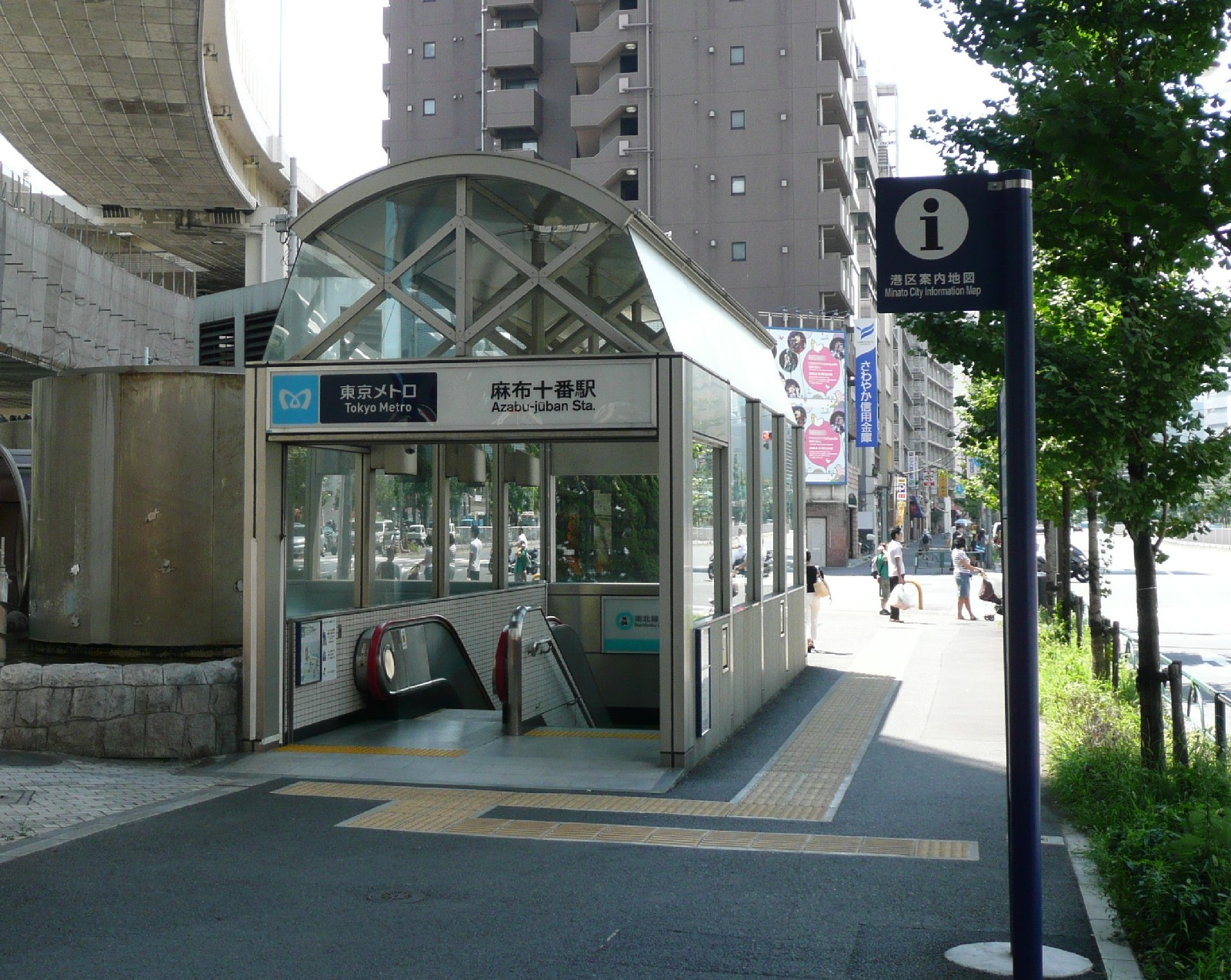
麻布十番站（2008年）

麻布十番一丁目
- 麻布十番稻荷神社
- 都營地下鐵大江戶線麻布十番站

麻布十番二丁目
- 網代公園
- 暗闇坂
- 東京地下鐵南北線麻布十番站

麻布十番三丁目
- 仙台坂

## 交通
鐵路

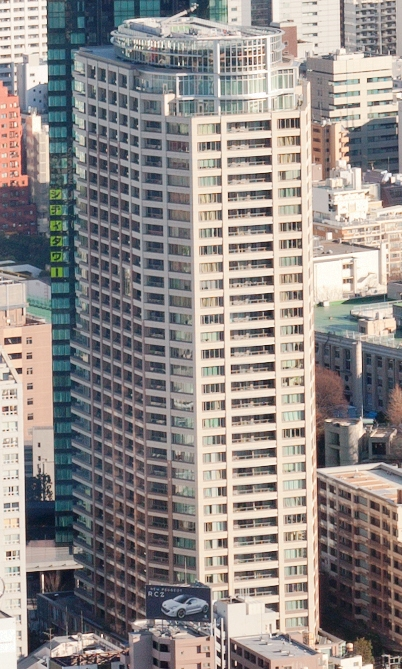
公園苑麻布十番大廈

- 麻布十番站（都營地下鐵大江戶線、東京地下鐵南北線）

巴士
- 都營巴士
  - 二之橋停留所
  - 麻布十番站前停留所

## 備註
1. ↑  .   [2013-08-08]. （原始内容存档于2020-02-09）.
2. 1 2  特集・東京の地名　町それぞれの物語　『東京人』（都市出版株式会社）　第20巻第5號　平成17年5月3日発行
3. ↑  .   [2013-08-08]. （原始内容存档于2020-12-02）.
4. ↑  同年10月6日、自治省告示第177號「住居表示が実施された件」

## 外部連結
- 麻布十番商店街 （页面存档备份，存于）